# Bernhard Christoph Breitkopf
Bernhard Christoph Breitkopf (Clausthal-Zellerfeld, 2 marzo 1695 – Lipsia, 26 marzo 1777) è stato un editore musicale tedesco, fondatore del Breitkopf & Härtel.

## Biografia
Nel 1714 si trasferì a Lipsia e lavorò per un anno in un negozio di stampe. Dopo aver lavorato per diversi mesi a Jena e tre anni a Halle, ritornò a Lipsia nel 1718, dove sposò Sophia Maria Müller e ereditò un negozio di editoria, fondato nel 1664. Iniziò a pubblicare le sue prime stampre nel 1723, tra i quale vi era il manuale Bibbia ebraica. Dopo la morte di sua moglie, Breitkopf si risposò nel 1739 con Sophia Theodore Kayser. Nel 1745 passò il lavoro di editoria a suo figlio Johann Gottlob Immanuel Breitkopf.